# CBN João Pessoa
CBN João Pessoa é uma emissora de rádio brasileira sediada em João Pessoa, capital do estado da PB. Opera no dial FM 101,7 MHz, e é afiliada à CBN. Pertence à Rede Paraíba de Comunicação, juntamente com sua coirmã Cabo Branco FM e a TV Cabo Branco. Seus estúdios estão na sede do grupo no Tambiá, onde também ficam os seus transmissores.

## História
A emissora reestreou no dia 1º de fevereiro de 2012, pela Rede Paraíba de Comunicação, na frequência AM 920 kHz (antiga Rádio Globo e Rádio Cidade Verde), acompanhando o padrão de sua cabeça de rede, cujas características principais são informação bem apurada e transmissões futebolísticas de primeira. Na época, a jornalista Edileide Vilaça apresentava o programa CBN João Pessoa. Um ano depois, em 2 de fevereiro de 2013, a emissora passou a transmitir em 101,7 MHz (frequência que originalmente abrigou a antiga Rádio Cidade ), substituindo a Paraíba FM. Em fevereiro de 2015, Edileide saiu da CBN e foi para Brasília, sendo substituída pela jornalista Nelma Figueiredo, que faleceu em 30 de março de 2018. Em 18 de junho de 2018, o CBN João Pessoa passou a ser apresentado pela jornalista Carla Visani .
Em 2022, com a autorização para a migração de AM para FM da 920 AM que transmitia a CBN João Pessoa, a emissora fica restrita apenas à frequência atual FM 101.7, a migrante se transformou na João Pessoa FM no final de novembro (administrada pelo comunicador Tony Show).
Em agosto de 2024, Cristiano Sacramento foi anunciado como integrante da equipe de jornalistas da Rede Paraíba de Comunicação. Além de atuar como apresentador do programa CBN Esporte Clube, Cristiano também exerce, ocasionalmente, a função de narrador esportivo na emissora, contribuindo para a cobertura de eventos esportivos em momentos específicos.

## Prêmios
Prêmio Vladimir Herzog
Menção Honrosa do Prêmio Vladimir Herzog por Áudio
| Ano  | Obra              | Veículo de mídia                       | Autor          | Resultado |
| ---- | ----------------- | -------------------------------------- | -------------- | --------- |
| 2017 | “Dar à luz a dor” | Rádio CBN João Pessoa – João Pessoa/PB | Herbert Araújo | Venceu    |